# Walvistraan

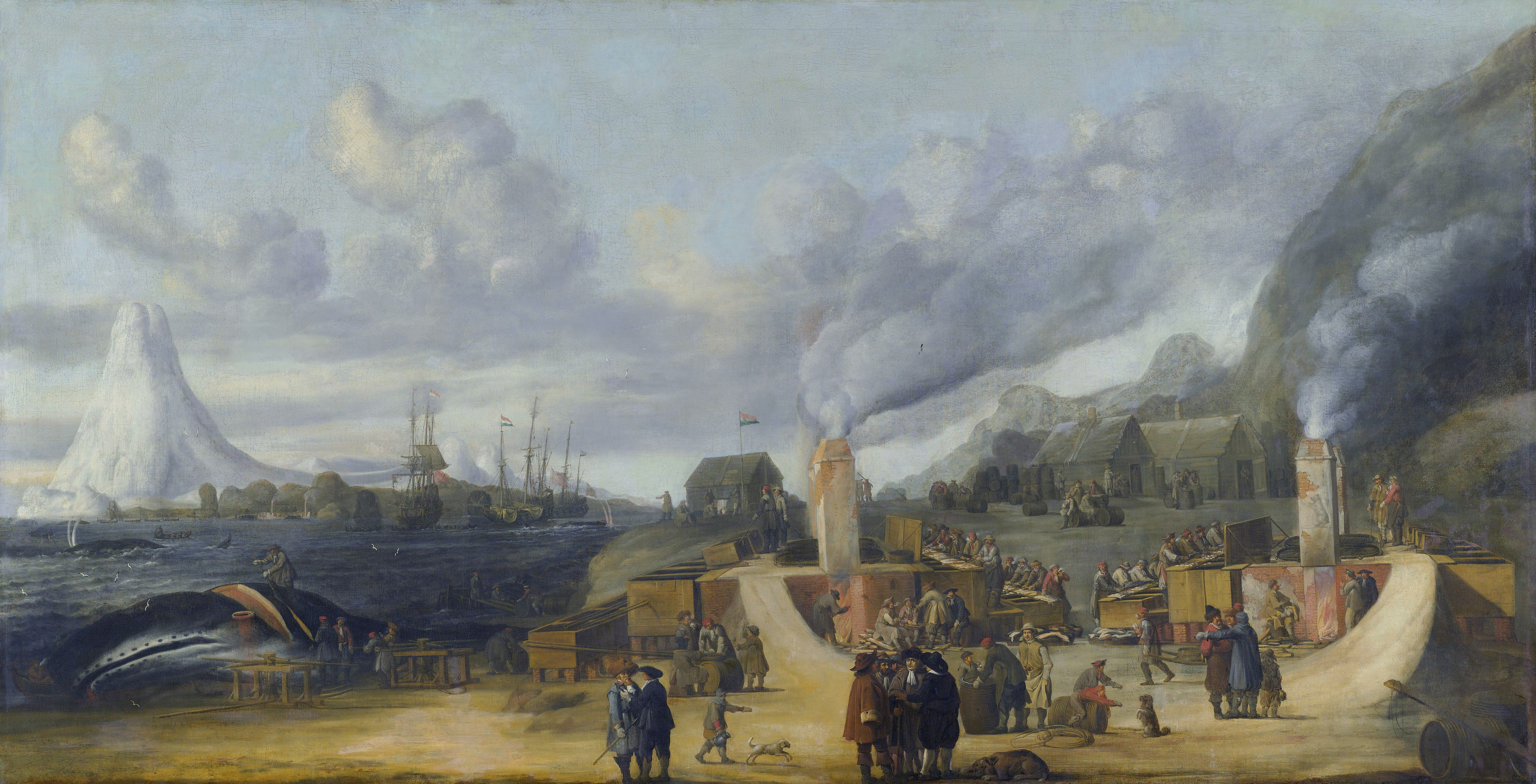
De traankokerij van de Amsterdamse kamer van de Noordse Compagnie op Smerenburg (1639), Rijksmuseum Amsterdam.

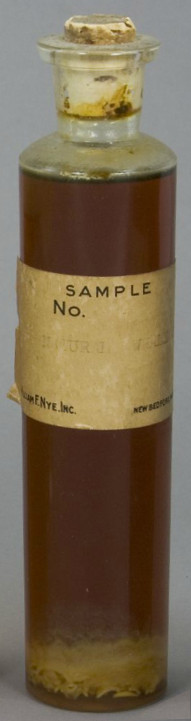
Flesje met walvisolie

Walvistraan (ook wel: smeer genoemd) is de olie verkregen door het uitkoken onder druk van voornamelijk vetweefsel (blubber) van baleinwalvissen. De productie van traan was een van de belangrijkste redenen voor de walvisvaart, totdat deze sterk ingeperkt werd door de oprichting van de Internationale Walvisvaartcommissie.
Walvistraan werd van de 17e tot diep in de 19e eeuw gebruikt als lampolie en bij de zeepbereiding. Verdere toepassingen lagen in de fabricage van kaarsen en het werd ook gebruikt als smeermiddel.
Met de opkomst van patentolie, gebaseerd op gemodificeerde raapolie, en later petroleum, die uit aardolie geraffineerd werd, ging de functie van walvistraan als brandstof verloren. Ook de opkomst van de gasverlichting droeg aanzienlijk aan dit alles bij. Vanaf het einde van de 19e eeuw werd het voornamelijk verwerkt in de margarine-industrie, waarin echter voldoende alternatieve grondstoffen voorhanden waren.

## Trivia
De voormalige nederzetting Smeerenburg op het eiland Amsterdam (Spitsbergen) is vernoemd naar walvistraan.